# Coppa Italia 2007 (pallacanestro femminile)
La Coppa Italia di pallacanestro femminile 2007 (chiamata anche Final Four 2007) si è disputata il 14 e il 15 febbraio al PalaMazzola di Taranto. Vi hanno preso parte le quattro squadre che al termine del girone d'andata del campionato di Serie A1 occupavano i primi posti in classifica: Germano Zama Faenza, Phard Napoli, Levoni Taranto e Trogylos Priolo.
Ha vinto il torneo il Club Atletico Faenza, sponsorizzato dalla Germano Zama. È la prima volta che la squadra romagnola conquista la Coppa Italia. Il premio MVP è stato assegnato a Simona Ballardini e quello per la migliore giovane a Chiara Pastore.

## Risultati
|  | Semifinali | Semifinali          | Semifinali |              |    | Finale              | Finale | Finale |  |
|  |            |                     |            |              |    |                     |        |        |  |
|  | 1          | Germano Zama Faenza | 57         |              |    |                     |        |        |  |
|  | 1          | Germano Zama Faenza | 57         |              |    |                     |        |        |  |
|  | 4          | Trogylos Priolo     | 52         |              |    |                     |        |        |  |
|  | 4          | Trogylos Priolo     | 52         |              | 1  | Germano Zama Faenza | 70     |        |  |
|  |            |                     |            |              | 1  | Germano Zama Faenza | 70     |        |  |
|  |            |                     | 2          | Phard Napoli | 62 |                     |        |        |  |
|  | 3          | Pasta Ambra Taranto | 2          | Phard Napoli | 62 | 42                  |        |        |  |
|  | 3          | Pasta Ambra Taranto |            |              |    |                     |        |        |  |
|  | 2          | Phard Napoli        | 60         |              |    |                     |        |        |  |

### Semifinali
| Arbitri: | Rostain Gasparri |

|                       |       |          |
| Ballardini, Coelho 10 | Punti | 11 Palie |

| Arbitri: | Dal Bosco Di Giambattista |

|            |       |           |
| Bjelica 15 | Punti | 16 Antibe |

### Finale
| Arbitri: | Canestrelli Degobbis |

|               |       |           |
| Ballardini 17 | Punti | 16 Cirone |